# Hilke Brossok
Hilke Brossok (geboren 12. Oktober 1942) ist eine deutsche Juristin und ehemalige Richterin. Von 1994 bis 2006 war sie zudem Richterin am Landesverfassungsgericht Nordrhein-Westfalen. Sie ist Angehörige der Familie Brossok.

## Beruflicher Werdegang
Brossok war seit Mai 1986 Vorsitzende Richterin am Oberverwaltungsgericht für das Land Nordrhein-Westfalen in Münster.
1994 schlugen SPD und CDU dem Landtag Hilke Brossok erfolgreich zur Wahl für das Amt eines Mitglieds des Verfassungsgerichts Nordrhein-Westfalen vor. Die Grünen hatten gegen dieses Vorgehen beim Verfassungsgericht vergeblich eine Einstweilige Verfügung beantragt. Sie sahen durch das gemeinsame Vorgehen von SPD und CDU die Rechte kleiner Parteien verletzt, doch der Verfassungsgerichtshof folgte ihrer Auffassung nicht. Im Landtag scheiterten die Grünen auch mit ihrem Versuch, die Wahl so lange zu verschieben, bis über ihren Widerspruch gegen den Ablehnungsbescheid der Münsteraner Richter entschieden war. Hilke Brossok wurde nach Ablauf ihrer Amtszeit im Jahr 2000 ein zweites Mal gewählt und war damit 12 Jahre lang Mitglied des Gerichts.

## Publikationen (Auswahl)

### Monografien
- Verfassungsrechtliche Zulässigkeit und sozialgeschichtliche Hintergrund von Teilzeitbeschäftigung und Beurlaubung für Beamtinnen und Richterinnen mit Mutterpflichten. Universität Münster 1973.

### Aufsätze
- Das Flüchtlingsaufnahmegesetz und seine Änderungen vor dem Verfassungsgerichtshof. In: Der Präsident des Verfassungsgerichtshofs für das Land Nordrhein-Westfalen: Verfassungsgerichtsbarkeit in  Nordrhein-Westfalen. Festschrift zum 50-jährigen Bestehen desVerfassungsgerichtshofs für das Land Nordrhein-Westfalen. Richard Boorberg Verlag, Münster 2002, S. 431–460